# Distrito de Santa Rosa de Loreto

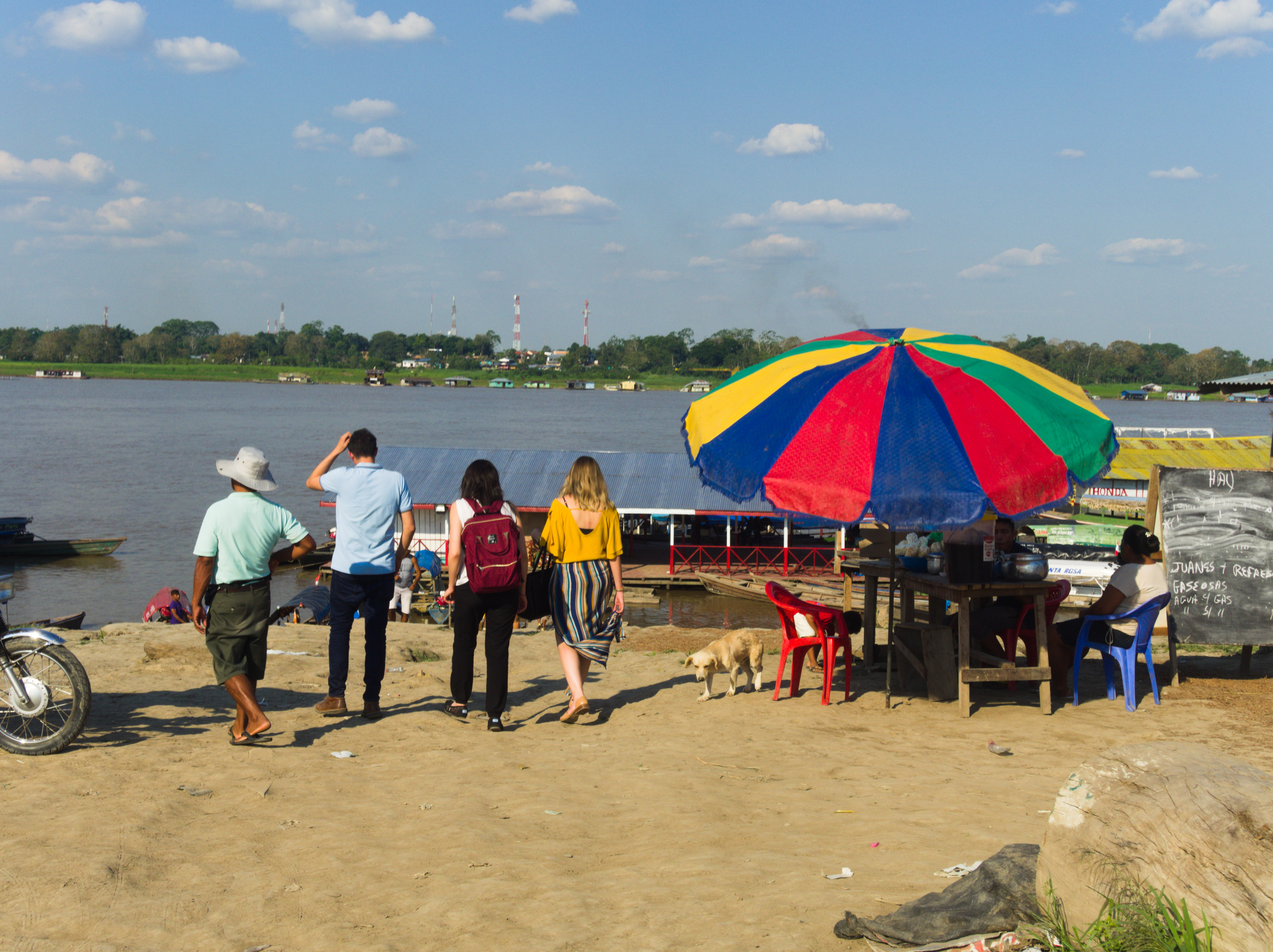
El embarcadero de Santa Rosa, al frente se ve las islas de Leticia (Colombia).

El distrito de Santa Rosa de Loreto es uno de los cinco que conforman la provincia de Mariscal Ramón Castilla, ubicada en el departamento de Loreto en la región amazónica del Perú. Fue creado el 3 de julio del 2025, mediante la Ley N° 32403 aprobada por el Congreso de la República por solicitud del gobierno de la presidenta Dina Boluarte.
Desde el punto de vista jerárquico de la Iglesia católica, forma parte del vicariato apostólico de San José de Amazonas.

## Historia
Está ubicada a pocos metros de la triple frontera entre Brasil, Colombia y Perú. El distrito fue creado el 3 de julio de 2025, bajo la ley 32403, perteneciente a la provincia de Mariscal Ramón Castilla, en el departamento de Loreto. Limita por el norte con la isla peruana de Chinería, por el este con las ciudades extranjeras de Leticia (Colombia) y Tabatinga (Brasil).
El centro poblado de Santa Rosa, es la capital del nuevo distrito.

## Centros poblados
- Santa Rosa (capital del distrito): 976 habitantes.
- Centro Poblado Menor Isla Santa Rosa: 800 habitantes, aproximadamente.

## Lugares turísticos
Paseos en Ferry por el Amazonas, recorrido por la Isla Chineria

## Autoridades
Debido a su fundación en el año 2025, se dispuso la constitución de una junta de delegados vecinales transitorio hasta la elección de autoridades en las elecciones venideras.